# Los Altos Hills
Los Altos Hills è una città degli Stati Uniti d'America situata nella Contea di Santa Clara, nello Stato della California.